# Hadrijan II.
Hadrijan II., papa od 14. prosinca 867. do 14. prosinca 872. godine.